# Nagy László (biokémikus)
Nagy László (Debrecen, 1966. október 11. –) magyar orvos, biokémikus, genetikus, egyetemi tanár, a Magyar Tudományos Akadémia rendes tagja. Kutatási területe a molekuláris biológia, a genomika, illetve a szteroid hormonhatás biológiája. 2001-től a Debreceni Egyetem Klinikai Genomközpontjának vezetője.

## Életpályája
1985-ben érettségizett a debreceni Tóth Árpád Gimnáziumban, majd felvették a Debreceni Orvostudományi Egyetem (DOTE) Általános Orvosi Karára, ahol 1991-ben szerzett diplomát. Ezt követően tudományos ösztöndíjasként kezdett el dolgozni az egyetem Biokémiai Intézetében, ahol témavezetője Fésüs László volt. 1994 és 1995 között hat hónapra a Texasi Egyetem farmakológiai tanszékén kutatott tudományos ösztöndíjasként (itt 1999 és 2010 között adjunktusként tanított is). Hazatérése után a DOTE Biokémiai és Molekuláris Biológiai Intézete tanársegédjeként folytatta tudományos tevékenységét. 1999-ben adjunktusi, 2000-ben docensi megbízást, 2006-os habilitálása után egyetemi tanári kinevezést kapott. Közben 2001-ben a Debreceni Klinikai Genomközpontjának szakmai vezetésével is megbízták. 2007 és 2010 között a Debreceni Egyetem doktori és habilitációs tanácsának elnöke volt. 2013-ban egyetemi tanári állása mellett az orlandói Sanford-Bunham Orvostudományi Kutatóintézet genomikai programját is átvette. Ezenkívül számos alkalommal kutatott tudományos ösztöndíjakkal az Egyesült Államokban: Salk Intézet Génkifejeződési Laboratóriuma (1996–1999), Howard Hughes Orvostudományi Intézet (1997–1998), Fulbright-ösztöndíj (2010–2011). A brit Wellcome Trust posztdoktori kutatója volt 2004 és 2010 között. 1999 és 2002 között Széchenyi professzori ösztöndíjjal kutatott.
1995-ben védte meg PhD-, 2005-ben akadémiai doktori értekezését. Az MTA Molekuláris Biológiai, Genetikai és Sejtbiológiai Bizottságának lett tagja. 2005 és 2008 között a bizottság elnöke volt (akkor még Sejt- és Fejlődésbiológiai Bizottság néven). 2007-ben a Magyar Tudományos Akadémia levelező, 2013-ban rendes tagjává választották. Ezenkívül 2007-ben beválasztották az Európai Molekuláris Biológiai Szervezetbe (European Molecular Biology Organization, EMBO). 2006 és 2008 között a Magyar Bioinformatikai Társaság egyik alapítója és elnökségi tagja volt. 2010-ben megalapította a Magyar Személyreszabott Medicina Társaságot, amelynek elnökségi tagjává is megválasztották. 2002 és 2004 között a Nemzeti Kutatásfejlesztési Program programtanácsának munkájában is részt vett. Ezenkívül több gazdasági társaságban is aktív: 2007-ben az UD-Genomed tudományos igazgatója lett, 2008-ban pedig a Richter Gedeon Nyrt. tudományos tanácsának . Nemzetközi téren tagja lett az Endokrin Társaságnak és az Amerikai Biokémiai és Molekuláris Biológiai Társaságnak. Több tudományos folyóirat szerkesztőbizottsága munkáját is segítette: FEBS Letters, European Journal of Clinical Investigation. Több mint száztíz tudományos közlemény szerzője vagy társszerzője, emellett hat szabadalom birtokosa. Publikációit magyar és angol nyelven adja közre.

## Díjai, elismerései
- Pro Scientia Aranyérem (1989)
- Weszprémi-díj (1991)
- Cheryl Whitlock/Pathology Prize (1998)
- Boehringer Ingelheim kutatási díj (1999)
- ESCI Award for Excellence in Biomedical Investigation (2008)
- Tankó Béla-díj (2014)

## Főbb publikációi
- Activation of Retinoid-X receptors induces apoptosis in HL-60 cell-lines (társszerző, 1995)
- Nuclear receptor repression mediated by a complex containing SMRT, mSin3A, and histone deacetylase (társszerző, 1997)
- Nuclear receptor coactivator ACTR is a novel histone acetyltransferase and forms a multimetric activation complex with P/CAF and CBP/p300 (társszerző, 1997)
- PPAR gamma promotes monocyte/macrophage differentiation and uptake of oxidized LDL (társszerző, 1998)
- Oxidized LDL regulates macrophage gene expression through ligand activation of PPARgamma (társszerző, 1998)
- Role of the histone deacetylase complex in acute promyeolocytic leukaemia (társszerző, 1998)
- Mechanism of corepressor binding and release from nuclear hormone receptors (társszerző, 1999)
- Role for peroxisome proliferator-activated receptor alpha in oxidized phospholipid-induced synthesis of monocyte chemotactic protein-1 and interleukin-8 by endothelial cells (társszerző, 2000)
- A PPAR gamma-LXR-ABCA1 pathway in macrophages is involved in cholesterol efflux and atherogenesis (társszerző, 2001)
- PPAR-gamma dependent and independent effects on macrophage-gene expression in lipid metabolism and inflammation (társszerző, 2002)
- The mechanism of the nuclear receptor molecular switch (társszerző, 2004)
- Molecular mechanisms involved in nuclear hormone receptor action in health and disease (2004)
- PPARg controls CD1d expression by turning on retinoic acid synthesis in developing human dendritic cells (társszerző, 2006)
- PPARg reguleted ABCG2 expression confers cytoprotection to human dendritic cells (társszerző, 2006)
- Structural basis for the activation of PPARgamma by oxidised fatty acids (társszerző, 2008)
- 1,25-dihydroxyvitaminD3 is an autonomous regulator of the transcriptional changes leading to a tolerogenic dendritic cell phenotype (társszerző, 2009)
- PPARs are a unique set of fatty acid regulated transcription factors controlling both lipid metabolism and inflammation (társszerző, 2011)
- Nuclear hormone receptors enable macrophages and dendritic cells to sense their lipid environment and shape their immune response (társszerző, 2012)